# فيرينك كونيا
فيرينك كونيا (بالمجرية: Kónya Ferenc)‏ هو مدرب كرة قدم ولاعب كرة قدم مجري، ولد في 9 ديسمبر 1892 في بودابست في المجر، وتوفي بنفس المكان في القرن 20. لعب مع نادي بودابست هونفيد.

## وصلات خارجية
- فيرينك كونيا على موقع عالم كرة القدم.نت (الإنجليزية)
- فيرينك كونيا على موقع أوليمبيديا (الإنجليزية)